# Ayutla
Ayutla, Ciudad Tecún Umán lub Ayutla Tecún Umán – miasto na południowym zachodzie Gwatemali, w departamencie San Marcos. Według danych szacunkowych z 2012 roku liczba mieszkańców wynosiła 13 196 osób.
Ayutla jest położona około 75 km na południowy zachód od stolicy departamentu – miasta San Marcos, po wschodniej stronie rzeki Suchiate, będącej w tym miejscu rzeką graniczną pomiędzy Gwatemalą a meksykańskim stanem Chiapas. Miasto jest zlokalizowane na wysokości 20 metrów nad poziomem morza, na nizinie Oceanu Spokojnego, około 20 km od wybrzeża.
Ayutla jest umiejscowiona w rejonie bardzo aktywnym sejsmicznie. Niedaleko przebiega przechodzący w poprzek Gwatemali uskok Montagua, oddzielający płytę karaibską od płyty północnoamerykańskiej. Ponadto na Pacyfiku, w odległości około 100 km od wybrzeża, przebiega aktywny uskok łączący płytę karaibską z płytą kokosową. Takie położenie sprawia, że trzęsienia ziemi o sile ponad 4 stopni w skali Richtera zdarzają się w każdym miesiącu. Co kilka lat zdarzają się wstrząsy o sile powyżej 7 w skali Richtera. Ostatni taki wstrząs miał miejsce 7 listopada 2012 roku.
W mieście funkcjonuje klub piłkarski Deportivo Ayutla.

## Gmina Ayutla
Miasto jest także siedzibą władz gminy o tej samej nazwie, która jest jedną z dwudziestu dziewięciu gmin w departamencie. W 2012 roku gmina liczyła 38 056 mieszkańców.
Gmina, jak na warunki Gwatemali, jest średniej wielkości – jej powierzchnia obejmuje 204 km². Mieszkańcy utrzymują się głównie z rolnictwa, hodowli zwierząt, rzemiosła artystycznego oraz handlu i usług. W rolnictwie dominuje uprawa olejowca gwinejskiego, tytoniu, kukurydzy, ryżu, bananów, sezamu indyjskiego oraz uprawa drzew owocowych.
Klimat gminy jest równikowy. Według klasyfikacji Köppena należy do klimatów tropikalnych monsunowych (Am), z wyraźną porą deszczową występującą od maja do października. W tym okresie wypada średnio 118 dni deszczowych. Średnia temperatura wynosi 23ºC, natomiast maksymalne temperatury zawierają się między 30 a 45ºC a minimalne wahają się pomiędzy 17 a 23ºC. Suma rocznych opadów zawiera się w przedziale 1200 – 3000 mm. Większość terenu pokryta jest dżunglą.